# Rebecca Budig
Rebecca Budig (Cincinnati, 26 giugno 1973) è un'attrice statunitense.
È nota principalmente per il ruolo di Michelle Bauer in Sentieri, di Greenlee Smythe ne La valle dei pini, di Hayden Barnes in General Hospital e di Taylor Hayes in Beautiful.

## Biografia
Budig nasce il 26 giugno 1973 a Cincinnati (Ohio), figlia di George e Mary Jo Budig, ed è la più giovane di tre fratelli e cinque fratellastri.

### Carriera
Il suo primo ruolo arriva nel 1995 quando appare nel film Batman Forever. Nello stesso anno Budig, dopo aver fatto un provino per il ruolo di Kelsey Jefferson ne La valle dei pini, riceve un'offerta dalla soap opera Sentieri, dove ottiene il ruolo di Michelle Bauer interpretandola fino al 1998. Nel 1999 viene ricontattata dalla soap opera La valle dei pini, dove ottiene il ruolo di Greenlee Smythe restando nel ruolo fino al 2005, tornando nella soap nel 2008 fino al 2011, anno di chiusura della soap. 
Nel 2003 ottiene il ruolo ricorrente di Brooke Spencer nella serie Hope & Faith. Nel corso della sua carriera appare in serie televisive come Out of Practice - Medici senza speranza, CSI - Scena del crimine, How I Met Your Mother, Castle e Blue Bloods, e in film come Please Give. Nel 2013 interpreta Leanne Magna nel film Getaway - Via di fuga. 
Nel 2015 entra nel cast principale della soap opera General Hospital, nel ruolo di Hayden Barnes, restando fino al 2017 e tornando brevemente nel 2019. Nel 2019 è nel cast ricorrente di L.A.'s Finest nel ruolo di Carlene Hart. Nel 2024 entra nel cast di Beautiful nel ruolo della dottoressa Taylor Hayes.

### Vita privata
Nel 2000 sposa il dottor Daniel Geller, ma il matrimonio dura solo alcuni mesi. Dopo aver conosciuto Bob Guiney, i due si sposano il 3 luglio 2004, ma divorziano nell'aprile 2010. Nello stesso anno Budig si fidanza con il dirigente del marketing televisivo Michael Benson. La coppia si sposa nel 2012. I due hanno una figlia, nata l'8 settembre 2014.

## Filmografia

### Cinema
- Batman Forever, regia di Joel Schumacher (1995)

- Please Give, regia di Nicole Holofcener (2010)
- Getaway - Via di fuga (Getaway), regia di Courtney Solomon (2013)

### Televisione
- Beautiful (The Bold and the Beautiful) - soap opera, 72 episodi (1994-2025)
- Sentieri (Guiding Light) - soap opera, 103 episodi (1996-2007)
- La valle dei pini (All My Children) - soap opera, 700 episodi (1999-2005, 2008-2009, 2009-2011)
- Hope & Faith - serie TV, 4 episodi (2003-2004)
- Out of Practice - Medici senza speranza - serie TV, 1 episodio (2006)
- CSI - Scena del crimine (CSI: Crime Scene Investigation) - serie TV, episodi 8x09-8x10 (2007)
- How I Met Your Mother - serie TV, episodio 4x21 (2009)
- Castle - serie TV, episodio 3x18 (2011)
- Blue Bloods - serie TV, episodi 4x11 (2017)
- General Hospital - soap opera, 252 episodi (2014-2021)
- L.A.'s Finest – serie TV, 9 episodi (2019)

## Doppiatrici italiane
Nelle versioni in italiano delle opere in cui ha recitato, Rebecca Budig è stata doppiata da:
- Adriana Libretti in Sentieri
- Tatiana Dessi in CSI - Scena del crimine
- Giovanna Martinuzzi in Please Give
- Sabrina Duranti in Castle
- Chiara Gioncardi in Getaway - Via di fuga
- Barbara De Bortoli in Blue Bloods
- Emanuela D'Amico in L.A.'s Finest